# Georges Wambst
Pour les articles homonymes, voir Wambst et Frelon (homonymie).
Georges Wambst, dit Le Frelon, est un coureur cycliste français, né le 21 juillet 1902 à Lunéville et mort le 1er août 1988 à Antibes. Champion olympique de la course par équipes aux Jeux olympiques d'été de 1924, il remporte également deux titres de champion de France de demi-fond en 1935 et 1940.

## Biographie

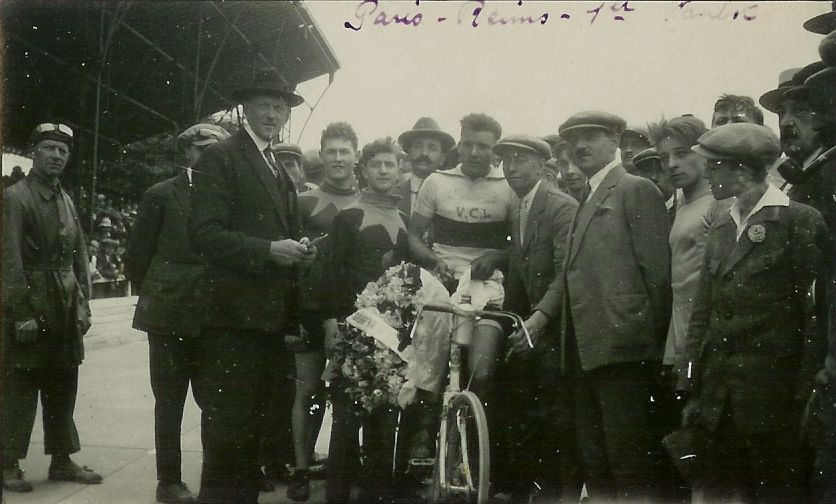
Georges Wambst à l'arrivée de Paris-Reims en 1925.

Aîné d'une fratrie de quatre frères et une sœur, Georges Wambst naît le 21 juillet 1902 à Lunéville dans une famille de cycliste : ses frères Auguste, Charles et Fernand sont également coureurs cyclistes. En avril 1914, son père meurt subitement après avoir pris un bain. Ouvrier mécanicien, il avait suffisamment mis de côté pour que sa veuve puisse élever seule ses cinq enfants en devenant ouvrière d'usine. Apprenti ajusteur, celui qui est devenu le chef de la famille, traverse la Première Guerre mondiale en multipliant les efforts. Jeune, il aime le vélo comme de nombreux enfants et son premier club est l'Argenteuil Sportif. Espoir du club puis espoir français après sa victoire dans les Trois Sports organisés par L'Auto, il entre au Vélo Club de Levallois de Paul Ruinart au début des années 1920. Deuxième du prix René-Pottier, course organisée par son club, il devient la révélation,.
Envoyé faire son service miliaire à Bitche dans la Moselle, il est muté à l'École militaire comme secrétaire au Gouvernement militaire de Paris pour voir plus souvent sa mère. En 1923, il remporte le championnat de France juniors en battant André Leducq de quatre minutes. En 1924, il fait une course inédite organisée par Le Petit Journal contre un automobiliste, un piéton et un utilisateur de métro. Traversant à toute vitesse la ville, il établit le record de la traversée de Paris en 17 min 16 s et bat les autres moyens de locomotion,.
Sélectionné par Ruinart, il fait partir des quatre coureurs français engagés aux Jeux olympiques de Paris de 1924. Terminant huitième de l'épreuve individuelle, il remporte avec l'équipe de France l'or olympique. Après les Jeux, il réalise une belle saison 1925 en gagnant Paris-Reims et vingt-cinq autres courses dont le championnat de Paris. En octobre, au terme de cette saison, il devient pistard et s'envole pour l'Amérique pour concourir avec Charles Lacquehay dans l'américaine et les compétitions de Six-Jours,. Troisième des Six-Jours de New York, le binôme française retourne au pays pour remporter les Six jours de Paris 1926. Surnommés les « black and white », ils enchaînent en Allemagne lors des Six jours de Berlin où ils sont une nouvelle fois vainqueurs et dont la bourse, 1 350 marks et deux valises avec fermoir en argent, leur permettent de retourner aux États-Unis.
Vainqueur des Six jours de Nice avec son partenaire en 1928, Georges Wambst lutte pour obtenir sa rémunération, entre huissiers et tribunal. Il dispute cette saison-là treize courses de six jours et de nombreuses américaines. Son coéquipier se blesse gravement au fémur dans une américaine des as et l'oblige à attendre son rétablissement. Pour patienter, Wambst s'entraîne en demi-fond. Calme, pondéré, froid et fort volontaire, il devient l'un des meilleurs slayers français.

## Décoration
- Médaille d'honneur de l'éducation physique et des sports, échelon or (1953)[6]

## Palmarès

### Sur route
- 1921
  - 2e du Paris-Dieppe
- 1922
  - 2e de Paris-Orléans
  - 3e de la Polymultipliée
- 1923
  -  Champion de France juniors
  - 3e du championnat de France militaires sur route
  - 8e du championnat du monde sur route amateurs
- 1924
  -  Champion olympique de la course par équipes (avec Armand Blanchonnet et René Hamel)
  - 3e du championnat de France sur route amateurs
  - 5e du championnat du monde sur route amateurs
  - 8e de la course en ligne des Jeux olympiques

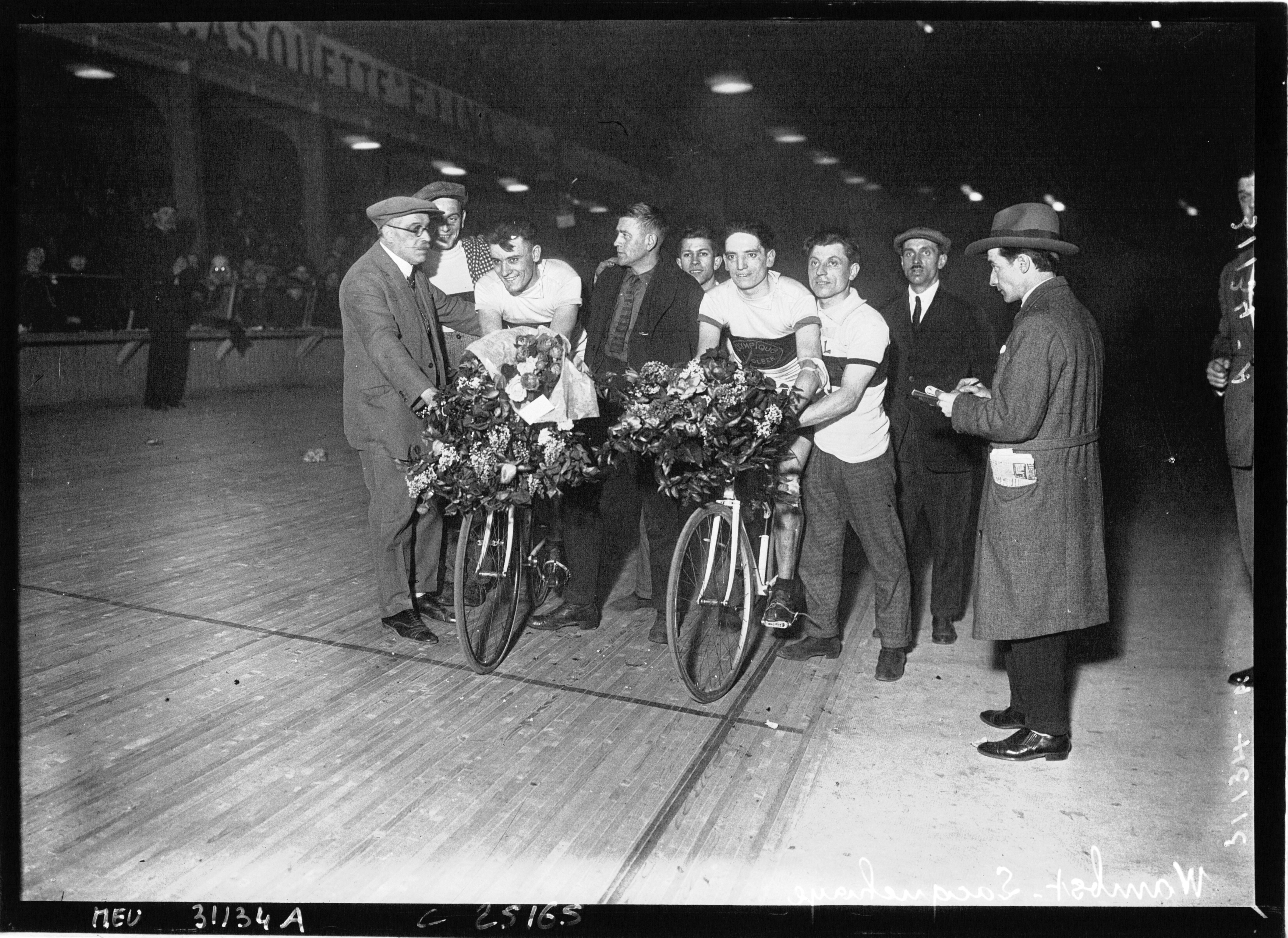
Wambst et Lacquetray, Six jours de Paris: 1926

  - Champion de Paris
- 1925
  - Paris-Reims
  - Paris-Rouen
  - 3e de Paris-Évreux
  - Champion de Paris
- 1929
  - Critérium des As
- 1931
  - 3e du Critérium des As
- 1932
  - 2e du Critérium des As

### Sur piste
Six jours
- Six jours de Paris : 1926 et 1928 (avec Charles Lacquehay)
- Six jours de Berlin : 1926 (avec Charles Lacquehay)
- Six jours de Breslau : 1927 (avec Charles Lacquehay)
- Six jours de Nice : 1928 (avec Charles Lacquehay)

Championnats de France
- 1934
  - 2e du demi-fond
- 1935
- 1936
  - 2e du demi-fond
- 1937
  - 2e du demi-fond
- 1939
  - 2e du demi-fond
- 1940
  -  Champion de France de demi-fond

Prix
- Prix Dupré-Lapize : 1928 (avec Charles Lacquehay) et 1932 (avec Paul Broccardo)
- Grand Prix de Buffalo : 1936[7],[8]